# Guðjón Baldvinsson
Guðjón Karl Haldorsson Baldvinsson  (født 15. februar 1986) er en islandsk international fodboldspiller, der spiller for Kerala Blasters. Guðjón spiller som angriber og er 184 cm høj.

## Karriere
Han er født i Garðabær. Guðjón begyndte hans karriere i 2003 i Stjarnan. Han skrev under med KR Reykjavík for 2008-sæsonen, før han skiftede til Sverige for at spille for GAIS i 2009-sæsonen.